# Jaume Capdevila Naudeillo
Capdevila  Naudeillo est un nom espagnol. Le premier nom de famille, en général paternel, est Capdevila ; le second, en général maternel, souvent omis, est Naudeillo.
Jaume Capdevila Naudeillo, né le 3 octobre 1941 à Barcelone, est un international espagnol de rink hockey des années 1960 et 1970.

## Parcours
Né dans le quartier de Sants, il commence à pratiquer le hockey aux Maristes de Sants à 11 ans. À 17 ans, il signe avec le FC Barcelone, en intégrant peu après l'équipe première. Il signe une saison au CP Voltregà, en compagnie d'Enric Carbonell, et se rend à nouveau au Barça, où il joue jusqu'en 1968. Les dernières années de sa carrière, il se rend dans des clubs comme le DC Mataró, CE Vendrell et CF Terrasse. Pour ce dernier club, il fut également entraîneur,.
Il joue pendant toutes les années 1960 avec la sélection espagnole, avec qui il est champion d'Europe et du Monde.

## Palmarès
CP Voltregà
- Championnat de Catalogne:
  - 1962

- Coupe des Nations:
  - 1961

FC Barcelone
- Championnat de Catalogne:
  - 1960

- Championnat d'Espagne:
  - 1958, 1963,

DC Mataró
- Ligue Nationale:
  - 1968

- Championnat de Catalogne:
  - 1968

Espagne
- Championnat du Monde:
  - 1966

- Championnat d'Europe:
  - 1969